# Ysbyhult
Ysbyhult är ett bostadsområde strax väster om Kungsbacka i Kungsbacka kommun just väster om E6an. SCB avgränsade fram till och med 2000 bebyggelsen som en småort med benämningen Ysby, vilket annars är namnet på byn något väster om detta bostadsområde. Från 2015 till 2023 avgränsades här åter en småort. Vid avgränsningen 2023 klassades området som en del av tätorten Göteborg